# José Renato Nalini
José Renato Nalini (Jundiaí, 24 de dezembro de 1945) é um jurista, professor, escritor, magistrado e político brasileiro. Foi desembargador do Tribunal de Justiça do Estado de São Paulo, onde exerceu a presidência, e Secretário da Educação do Estado de São Paulo.

## Carreira
Nalini formou-se bacharel em direito pela Pontifícia Universidade Católica de Campinas (PUCCamp) em 1971. Tornou-se mestre e doutor em direito constitucional pela Universidade de São Paulo (USP) em 1992 e 2000, respectivamente.
Foi promotor de justiça do Ministério Público de São Paulo de 1973 até 1976, quando ingressou na carreira da magistratura como juiz de direito. Foi promovido a juiz do Tribunal de Alçada Criminal de São Paulo em 1993 e tornou-se desembargador do Tribunal de Justiça de São Paulo em 2004. Foi  corregedor-geral da Justiça do Estado de São Paulo de 2012 a 2013 e presidente do tribunal de 2014 a 2015, quando se aposentou.
Foi, também, presidente da Academia Paulista de Letras.
Após aposentar-se como desembargador, foi nomeado em janeiro de 2016 para a Secretaria da Educação do Estado de São Paulo pelo governador Geraldo Alckmin, mais de 40 dias após a saída de Herman Voorwald, que pedira demissão em decorrência da suspensão do projeto de reorganização escolar. Deixou o cargo de secretário em 13 de abril de 2018, após a saída de Alckmin do governo.
Em 9 de dezembro de 2010, foi agraciado com a Ordem do Ipiranga, no grau de Grande Oficial, pelo Governo do Estado de São Paulo.
Em 4 de junho de 2018, foi agraciado com o grau de Comendador da Ordem do Mérito, de Portugal.

### Polêmicas
Em 2003, enquanto presidente do extinto Tribunal de Alçada Criminal, concedeu liminar em hábeas-corpus para que Gugu Liberato não fosse indiciado por crime de imprensa e ameaça no caso Escândalo Gugu-PCC.
Em entrevista no Jornal da Cultura em 2014, o desembargador Nalini, comentando sobre a previsão orçamentária de 1 bilhão de reais anuais para a concessão de auxílio-moradia aos juízes, admitiu que o auxílio "disfarça um aumento de subsídio" e afirmou que a medida seria justificável porque, entre outras razões, os juízes precisam comprar vários ternos e "não dá para ir toda hora a Miami comprar terno". A declaração teve uma repercussão negativa.
Em 05 de abril de 2016, o secretário Nalini publicou uma polêmica carta aberta no site do Ministério da Educação, "A sociedade órfã", onde alega que a educação não deve ser um direito básico assegurado pelo Estado. No texto, o secretário explicita sua visão de mercado e sociedade, colocando-se à direta no espectro político e aderindo ao liberalismo econômico como ideal (noção de que o Estado deve prover apenas segurança e justiça). Nalini será o mediador entre alunos e Estado, dando continuidade à reorganização do ensino público, agora levando em consideração o ponto de vista dos alunos e comunidade, conforme o prometido por Alckmin para 2016.